# Nuncia marchanti
Nuncia marchanti är en spindeldjursart som beskrevs av Forster 1962. Nuncia marchanti ingår i släktet Nuncia och familjen Triaenonychidae. Inga underarter finns listade i Catalogue of Life.